# ブルース・ウェイン (ダークナイト三部作)
ブルース・ウェイン（英語: Bruce Wayne）は、バットマン（英語: Batman）というヒーローの正体でクリストファー・ノーラン監督のダークナイト三部作に登場する架空のキャラクター。ボブ・ケインとビル・フィンガーによって創造された同名のキャラクターをもととし、クリスチャン・ベールが演じている。
映画の中で、ブルースはテクノロジー企業ウェイン・エンタープライズの相続人である。8歳の時、両親が強盗に射殺されるのを目撃した。大人になると、犯罪者と闘い、家業を取り戻すため厳しい訓練を受けることを目的に世界中を旅した。その後、彼はバットマンとしてゴッサム・シティで犯罪と戦い始めた。